# Lavigera
Lavigera é um género de gastrópode  da família Thiaridae.
Este género contém as seguintes espécies:
- Lavigera coronata Bourguignat, 1888
- Lavigera grandis (Smith, 1881)
- Lavigera nassa (Woodward, 1859)
- Lavigera paucicostata (Bourguignat, 1888)